# Трейтел, Эдди
Эдуа́рд (Э́дди) Ви́ллем Тре́йтел (нидерл. Eduard "Eddy" Willem Treijtel; род. 28 мая 1946, Роттердам, Южная Голландия) — нидерландский футболист, вратарь. Участник чемпионата мира 1974 года, на котором не сыграл ни одного матча своей сборной.

## Карьера

### В сборной
В сборной Нидерландов Эдди Трейтел дебютировал 22 октября 1969 года в матче отборочного турнира чемпионата мира 1970 года со сборной Болгарии, завершившимся со счётом 1:1. До января 1970 года Трейтел сыграл в составе сборной ещё два матча, однако следующее его появление в составе «оранжевых» состоялось лишь через четыре с половиной года когда Трейтел сыграл в товарищеском матче со сборной Румынии. В составе сборной Трейтел принял участие в чемпионате мира 1974 года, на котором не сыграл ни одного матча нидерландской сборной. Своё последнее выступление за сборную Трейтел провёл в матче отборочного турнира чемпионата мира 1978 года со сборной Северной Ирландии 13 октября 1976 года, тот матч завершился ничьей со счётом 2:2.
| № | Дата            | Соперник          | Счёт | Голы | Турнир                    |
| 1 | 22 октября 1969 | Болгария          | 1:1  | 1    | Отборочный матч к ЧМ 1970 |
| 2 | 5 ноября 1969   | Англия            | 0:1  | 1    | Товарищеский матч         |
| 3 | 28 января 1970  | Израиль           | 1:0  | -    | Товарищеский матч         |
| 4 | 5 июня 1974     | Румыния           | 0:0  | -    | Товарищеский матч         |
| 5 | 13 октября 1976 | Северная Ирландия | 2:2  | 2    | Отборочный матч к ЧМ 1978 |

Итого: 5 матчей / 4 пропущенных гола; 1 победа, 3 ничьих, 1 поражение.

## Достижения

### Командные
Сборная Нидерландов
- Серебряный призёр чемпионата мира: 1974

«Фейеноорд»
- Чемпион Нидерландов (3): 1968/69, 1970/71, 1973/74
- Серебряный призёр чемпионата Нидерландов (6): 1969/70, 1971/72, 1972/73, 1974/75, 1975/76, 1978/79
- Обладатель Кубка Нидерландов: 1969
- Обладатель Кубка европейских чемпионов: 1969/70
- Обладатель Кубка УЕФА: 1973/74
- Обладатель Межконтинентального кубка: 1970

АЗ’67
- Чемпион Нидерландов: 1980/81
- Серебряный призёр чемпионата Нидерландов: 1979/80
- Бронзовый призёр чемпионата Нидерландов: 1981/82
- Обладатель Кубка Нидерландов (2): 1980/81, 1981/82
- Финалист Кубка УЕФА: 1980/81